# Pierre Rémond de Montmort

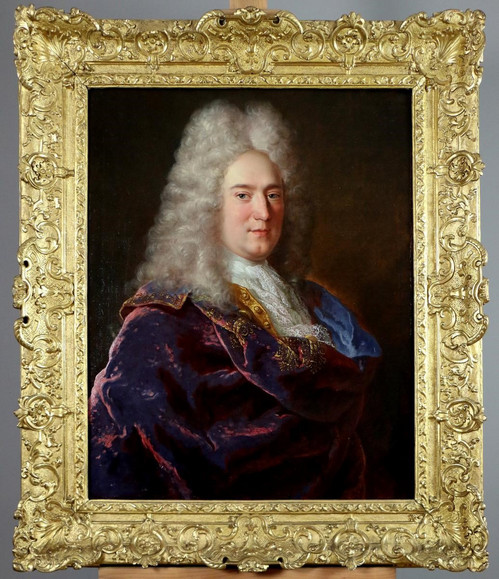
Pierre Rémond de Montmort

Pierre Rémond de Montmort (* 27. Oktober 1678 in Paris; † 7. Oktober 1719 ebenda) war ein französischer Mathematiker, der als Pionier der Wahrscheinlichkeitstheorie gilt.

## Leben
De Montmort war der zweite von drei Söhnen einer adligen Familie und sollte nach dem Willen seines Vaters François Rémond Jurist werden. Stattdessen verließ er mit achtzehn Jahren sein Elternhaus und reiste durch Europa, nach England, die Niederlande und Deutschland, wo er einen Verwandten besuchte (Monsieur de Chamois), der französischer Gesandter in Regensburg war. 1699 versöhnte er sich wieder mit seinem Vater und begann unter Nicolas Malebranche zu studieren, insbesondere Philosophie, Physik (in der Tradition von Descartes) und Mathematik. Nach dem Tod des Vaters ein Jahr später war er finanziell unabhängig. 1700 besuchte er nochmals London, wo er Isaac Newton traf.  Er war katholisch und wurde, durch seinen Bruder veranlasst, der diese Stellung vorher innehatte, 1700 Kanoniker an Notre Dame de Paris, gab seine kirchliche Position aber 1706 auf, um zu heiraten. Zuvor hatte er 1704 ein Schloss (Château de Montmort) in Montmort-Lucy gekauft, weshalb er den Namenszusatz de Montmort annahm. Das Schloss liegt 120 km östlich Paris im Département Marne und befindet sich nach wie vor im Familienbesitz der de Montmorts.

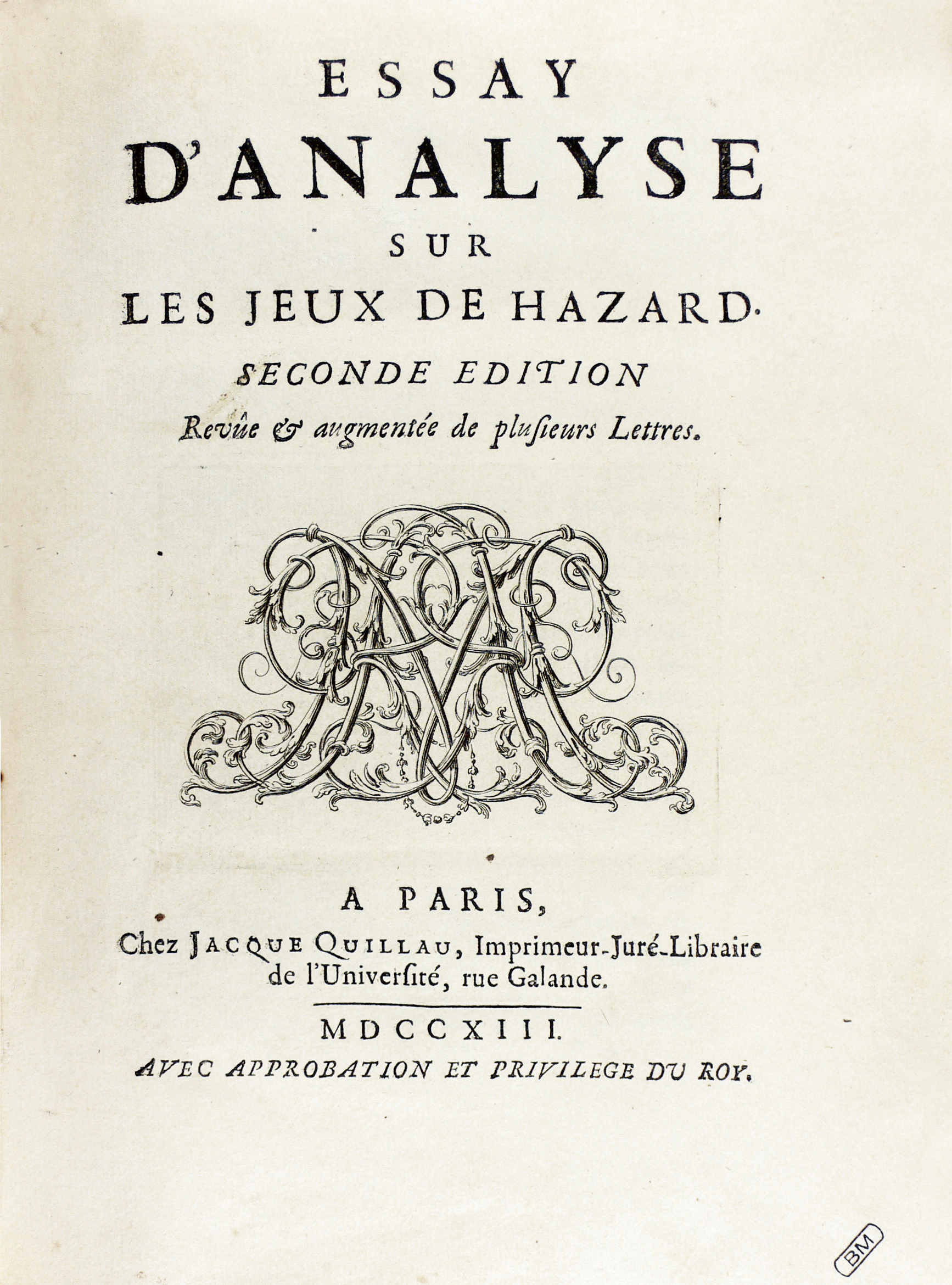
Essay d'analyse sur les jeux de hazard, 1713

Er betrieb mathematische Studien. Bekannt wurde er durch sein Buch Essay d´analyse sur les jeux de hazard von 1708, das die Anwendung kombinatorischer  Überlegungen, wie sie in der elementaren Wahrscheinlichkeitstheorie auftreten, auf das Glücksspiel behandelte, insbesondere ein Kartenspiel namens treize. In dem Buch ist kein Verfassername genannt, Montmort verschenkte es aber freigiebig, so dass  seine Urheberschaft allgemein bekannt war. Die Anregung zu dem Buch stammte von vorherigen Untersuchungen von Christiaan Huygens (1657, in der Ausgabe von Frans van Schooten), Blaise Pascal und Hinweisen auf das damals noch unveröffentlichte Buch  Ars conjectandi von Jakob I Bernoulli in dessen Nachrufen (er starb 1705). Das Buch von Montmort regte Abraham de Moivre zu einer gründlicheren Behandlung des Themas an (veröffentlicht 1718, in einer Vorversion schon 1711), weshalb es zu einem Prioritätsstreit kam – Montmort griff ihn in der Neuauflage seines Buches 1713 scharf an. Später wurde der Streit aber friedlich beigelegt und Montmort versuchte sogar mit de Moivre eine Korrespondenz anzufangen (er sandte ihm 1715 einige mathematische Arbeiten, damit dieser sie publizierte). Montmorts Buch führte auch zu Verbindungen mit bekannten Mathematikern wie Nikolaus I Bernoulli, der 1713 für drei Monate auf seinem Schloss weilte. Seine Briefe wurden in der Neuauflage von Montmorts Buch aufgenommen, das wiederum Nikolaus Bernoulli dazu anregte, das bei dessen Tod fast vollständige Manuskript der Ars Conjectandi seines Onkels zu veröffentlichen (das Buch gilt als Meilenstein der Wahrscheinlichkeitstheorie). Er war auch mit Brook Taylor befreundet und stand mit Gottfried Wilhelm Leibniz, Jakob Hermann, John Craig, Edmond Halley und Giovanni Poleni in Briefwechsel. Er stand sich also damals im heftig tobenden Prioritätsstreit zwischen Newton und Leibniz, der die Mathematiker Europas in zwei Lager spaltete, mit beiden Seiten gut. Er starb während einer Windpocken-Epidemie.
1715 wurde er bei einem Englandbesuch (er beobachtete unter anderem mit Edmond Halley eine Sonnenfinsternis) Fellow der Royal Society und 1716 assoziiertes Mitglied der Académie des sciences. Da er nicht in Paris lebte, konnte er kein Vollmitglied werden.
Von ihm stammt auch die Benennung von Pascalschen Dreiecks nach Blaise Pascal. Auch das Springerproblem im Schach, später von Leonhard Euler (1759) behandelt, wurde von de Montmort behandelt, ebenso wie von de Moivre. In seinem Buch findet sich auch ein Satz der Differenzenrechnung, der von Christian Goldbach 1718 wiederentdeckt wurde. Die Methode war auch Gegenstand eines Buches aus dem Jahr 1717 von François Nicole (1683–1758), mit dem de Montmort seit gemeinsamen Mathematikstudien in Paris befreundet war.
| Springerproblem: Lösung von Rémond de Montmort | Springerproblem: Lösung von Rémond de Montmort | Springerproblem: Lösung von Rémond de Montmort | Springerproblem: Lösung von Rémond de Montmort | Springerproblem: Lösung von Rémond de Montmort | Springerproblem: Lösung von Rémond de Montmort | Springerproblem: Lösung von Rémond de Montmort | Springerproblem: Lösung von Rémond de Montmort |
| ---------------------------------------------- | ---------------------------------------------- | ---------------------------------------------- | ---------------------------------------------- | ---------------------------------------------- | ---------------------------------------------- | ---------------------------------------------- | ---------------------------------------------- |
| 1                                              | 38                                             | 31                                             | 44                                             | 3                                              | 46                                             | 29                                             | 42                                             |
| 32                                             | 35                                             | 2                                              | 39                                             | 30                                             | 43                                             | 4                                              | 47                                             |
| 37                                             | 8                                              | 33                                             | 26                                             | 45                                             | 6                                              | 41                                             | 28                                             |
| 34                                             | 25                                             | 36                                             | 7                                              | 40                                             | 27                                             | 48                                             | 5                                              |
| 9                                              | 60                                             | 17                                             | 56                                             | 11                                             | 52                                             | 19                                             | 50                                             |
| 24                                             | 57                                             | 10                                             | 63                                             | 18                                             | 49                                             | 12                                             | 53                                             |
| 61                                             | 16                                             | 59                                             | 22                                             | 55                                             | 14                                             | 51                                             | 20                                             |
| 58                                             | 23                                             | 62                                             | 15                                             | 64                                             | 21                                             | 54                                             | 13                                             |

Außer seinem Buch über Glücksspiele veröffentlichte er nur eine Abhandlung über unendliche Reihen (De seriebus infinitis tractatus, Transactions Royal Society, Band 30, 1720, S. 633–675), mit einem Anhang von Brook Taylor.
Er war mit Mademoiselle de Romicourt verheiratet, der Nichte der Herzogin von Angouleme, die in der Nachbarschaft von Montmort wohnte. Die Ehe soll glücklich gewesen sein. Die Herzogin lebte von 1710 bis zu ihrem Tod auf dem Schloss von Montmort.

## Schriften
- Essai d'analyse sur les jeux de hazard Essay d'analyse sur les jeux de hazard, Paris: Jacque Quillau, 1708. 2. Auflage (ergänzt und neu bearbeitet, unter anderem mit Briefen von Nikolaus I Bernoulli und Johann I Bernoulli) 1713 (Google Books)